# Американское Самоа на летних Олимпийских играх 1992
Американское Самоа принимала участие в Летних Олимпийских играх 1992 года в Барселоне (Испания) во второй раз за свою историю, но не завоевала ни одной медали. Страну представляли 3 спортсмена, принимавших участие в соревнованиях по боксу и тяжёлой атлетике.

## Бокс
Спортсменов — 2
| Спортсмен              | Категория | 1/16 финала             | 1/8 финала             | 1/4 финала            | Полуфинал            | Финал                |
| Спортсмен              | Категория | Соперник и результат    | Соперник и результат   | Соперник и результат  | Соперник и результат | Соперник и результат |
| ---------------------- | --------- | ----------------------- | ---------------------- | --------------------- | -------------------- | -------------------- |
| Фрэнсис Маселино Масое | 71 кг     | Хироси Нагасима Поб RSC | Фурас Хашим Поб RSC    | Дьёрди Мижеи Пор 3:17 | Не прошёл            | Не прошёл            |
| Микаэль Масое          | 81 кг     | -                       | Стивен Уилсон Пор 8:12 | Не прошёл             | Не прошёл            | Не прошёл            |

## Тяжёлая атлетика
Спортсменов — 1
| Спортсмен  | Категория | Масса | Рывок | Рывок | Рывок | Толчок | Толчок | Толчок | Всего | Место |
| Спортсмен  | Категория | Масса | 1     | 2     | 3     | 1      | 2      | 3      | Всего | Место |
| ---------- | --------- | ----- | ----- | ----- | ----- | ------ | ------ | ------ | ----- | ----- |
| Эрик Браун | 90 кг     | 89,05 | 125   | 132,5 | 135   | 157.5  | 165    | 165    | 282,5 | 21    |